# Гезіра

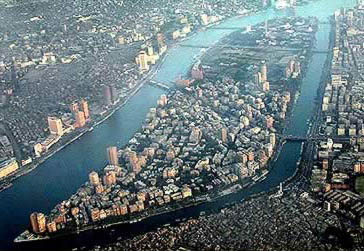
Острів Гезіра (район Замалек) з висоти пташиного польоту (фото з повітря)

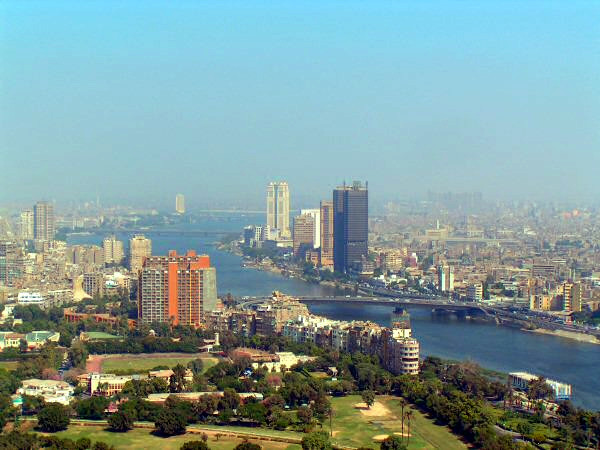
Вигляд частини острова Гезіра з Каїрської вежі, 2003

Гезі́ра (араб. جزيرة Gezīret «Острів»; англ. Gezira Island) — найбільший острів у водах Нілу в межах столиці Єгипту міста Каїра, найпрестижніша територія міста — район Замалек (араб. الزمالك, az-zamālik).

## Розташування, райони та комунікації

Мапа острова Гезіра

Острів Гезіра розташований у центральній частині Каїра — між сучасним центром Каїру на східному березі Ніла та Гізою — на західному.
Адміністративно Гезіру охоплює міський район Замалек, де містяться громадські і культурні заклади, крім того, район багатий на сади і парки, тут також розташовані престижні житлові квартали.
Острів з Каїром та Гізою злучають три (вважається чотири) мости — міст Тахрір з боку Каїру з'єднує центральну площу Каїру (Мідан Ель-Тахрір) з комплексом Національного культурного центру на острові, а потому продовжується мостом Ґала, що з'єднує Гезіру з Гізою; міст 6 жовтня проходить через центральну частину острова; та міст 26 липня, який пролягає вже через житловий район Замалек.
Острів Гезіра є найзеленішою, найблагополучнішою та найреспектабельнішою територією єгипетської столиці. Попри те, що тут чимало режимних об'єктів, закритих для відвідування, а також житлові і готельні квартали, на Гезірі розташовані також головні каїрські громадські і культурні заклади та дуже популярні у туристів пам'ятки.

## З історії острова
Вважається, що першим, хто популяризував острів у нові часи, став хедив Ісмаїл-паша, який 1869 року звів тут розкішний літній палац. Цей палац овіяний міськими переказами — за одним з яких палац призначався для розміщення 3 із 14 дружин правителя, насправді ж, у першу чергу, палац був збудований для прийняття поважних гостей урочистої церемонії відкриття Суецького каналу, зокрема французів імператриці Євгенії та її чоловіка Наполеона III. Після хедива ще декілька поважних родин каїрського патриціату збудували житлові приміщення на острові. Таким чином, уже від 2-ї половини XIX століття територія Гезіри стала найпрестижнішою в місті.
Другим напрямком розвитку Гезіри стало відкриття численних громадських, в тому числі закритих, установ на острові. З незалежністю Єгипту (1922) і особливо з проголошенням республіки (1953) тут, крім престижних житлових кварталів, розпочали роботу численні резиденції представництв іноземних держав.
У теперішній час земля на Гезірі є найдорожчою в єгипетській столиці, а мешкати в житловому районі Замалек можуть дозволити собі лише представники вищого і вище середнього класів столичного соціуму.

## Головні пам'ятки Гезіри

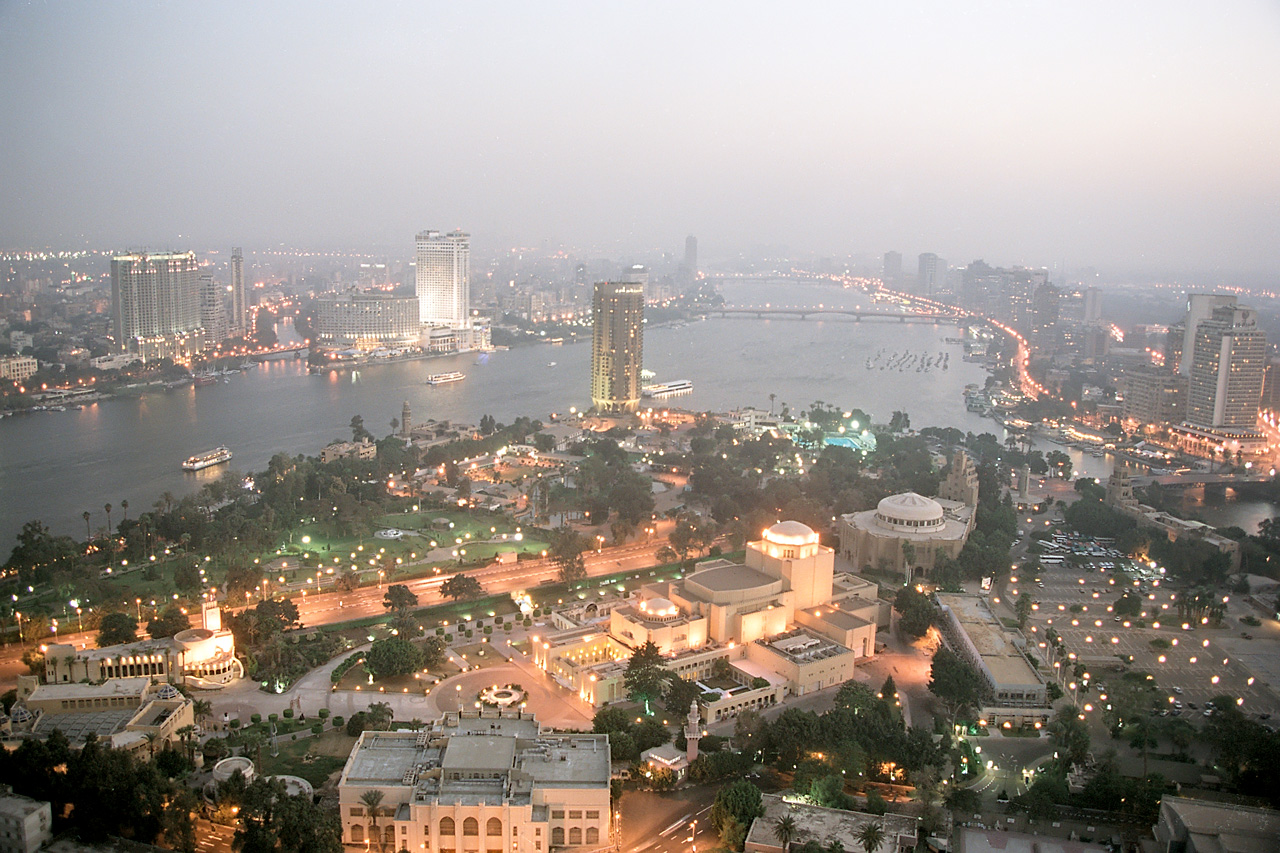
Вид на частину Замалеку у надвечір'я, на передньому плані — комплекс Каїрської опери, жовтень 2004 року

У Замалеку на Гезірі велике число визначних пам'яток, що мають історичне, архітектурне і культурне значення:
- Каїрський Національний культурний центр, основною складовою якого є Каїрська опера — штаб-квартира головних музичних колективів національного значення Єгипту;
- Каїрська телевежа (1956-1961) — телевежа оригінальної архітектури є міською домінантою (заввишки 187 м), дуже популярна в туристів з причини оглядових майданчиків та ресторану, що обертається, на її верхівці;
- Палац Ісмаїла-паші (1869) — розкішний палацовий комплекс в еклектичному арабеско-європейському стилі, оточений садами, зараз центральний корпус Cairo Marriott Hotel;
- Музей ісламської кераміки — найбільше з подібних зібрань керамічних виробів з ісламських країн від Марокко до Ірану;
- Музей Махмуда Мухтара — художньо-меморіальний музей з мавзолеєм видатного єгипетського скульптора Махмуда Мухтара, а також в одному приміщенні — Музей єгипетської цивілізації, Музей Гезіри (експозиція включає предмети королівської родини), планетарій;
- Спортивний клуб «Гезіра» — найбільший у Єгипті мультиспортивний осередок, заснований 1882 року;
- Каїрський Акваріум.

## Галерея

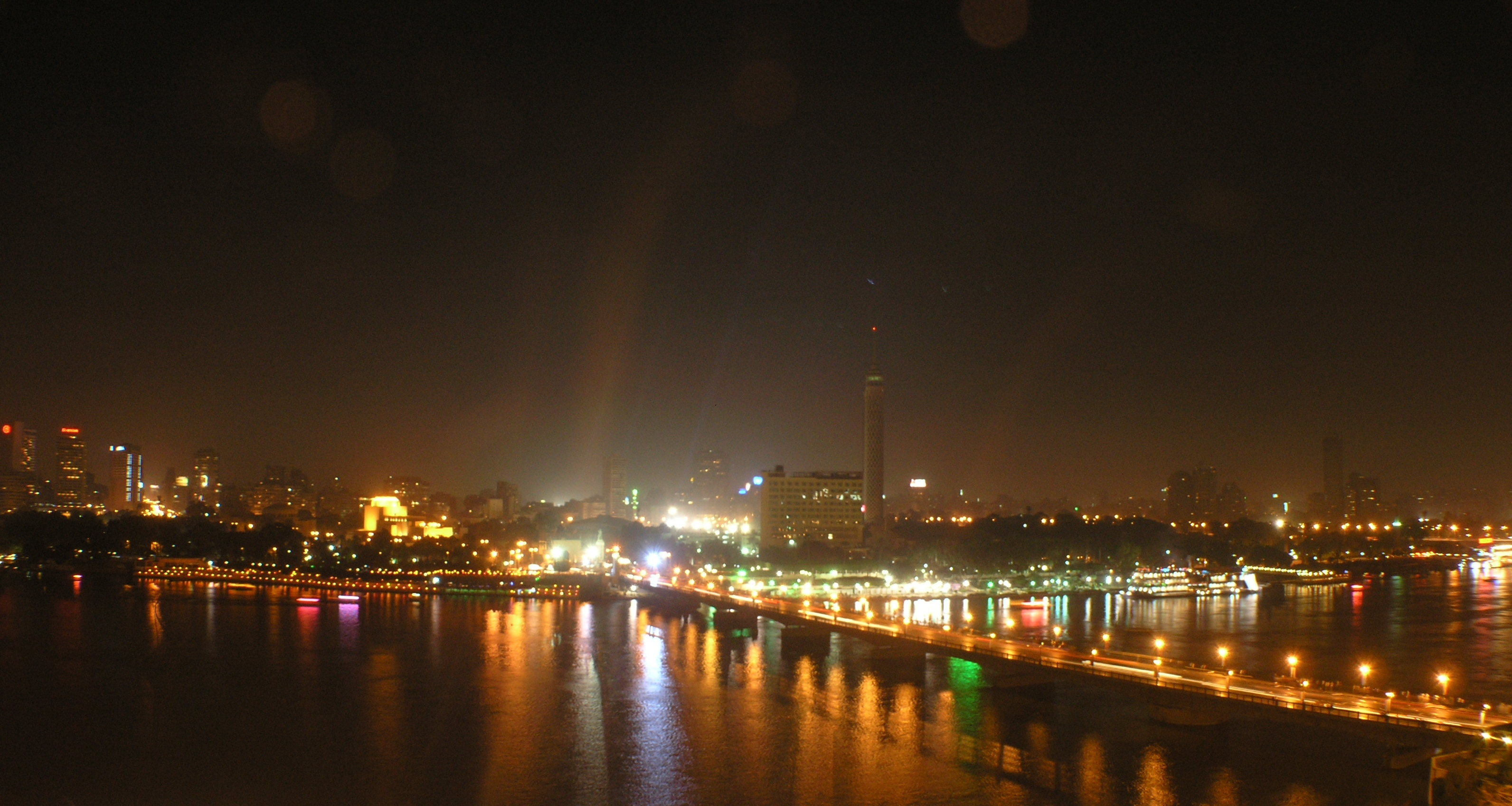
Панорамний нічний вид на Гезіру та Ніл з готелю Semiramis InterContinental Hotel
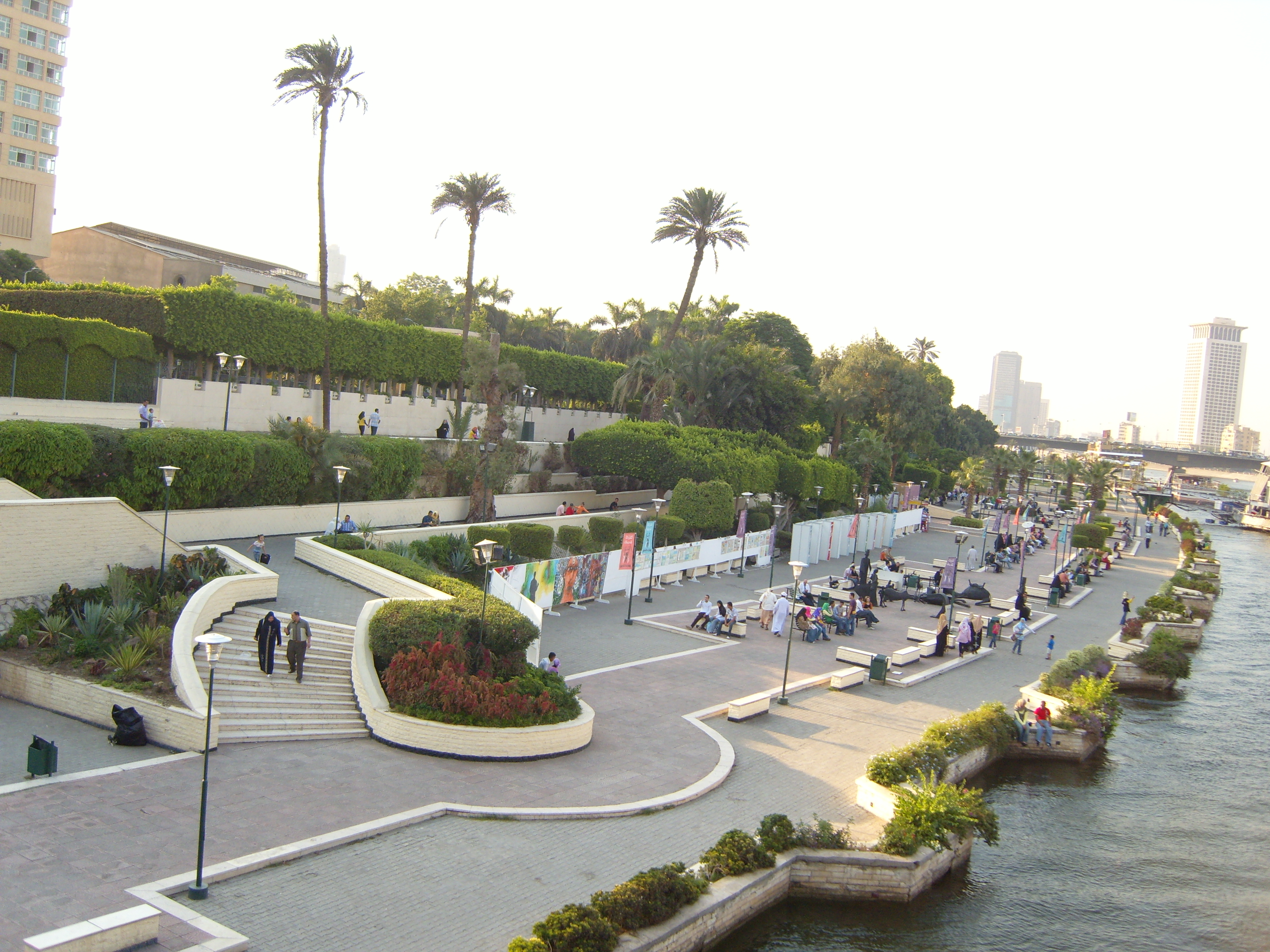
Набережна Гезіри — улюблене місце прогулянок каїрців і гостей міста
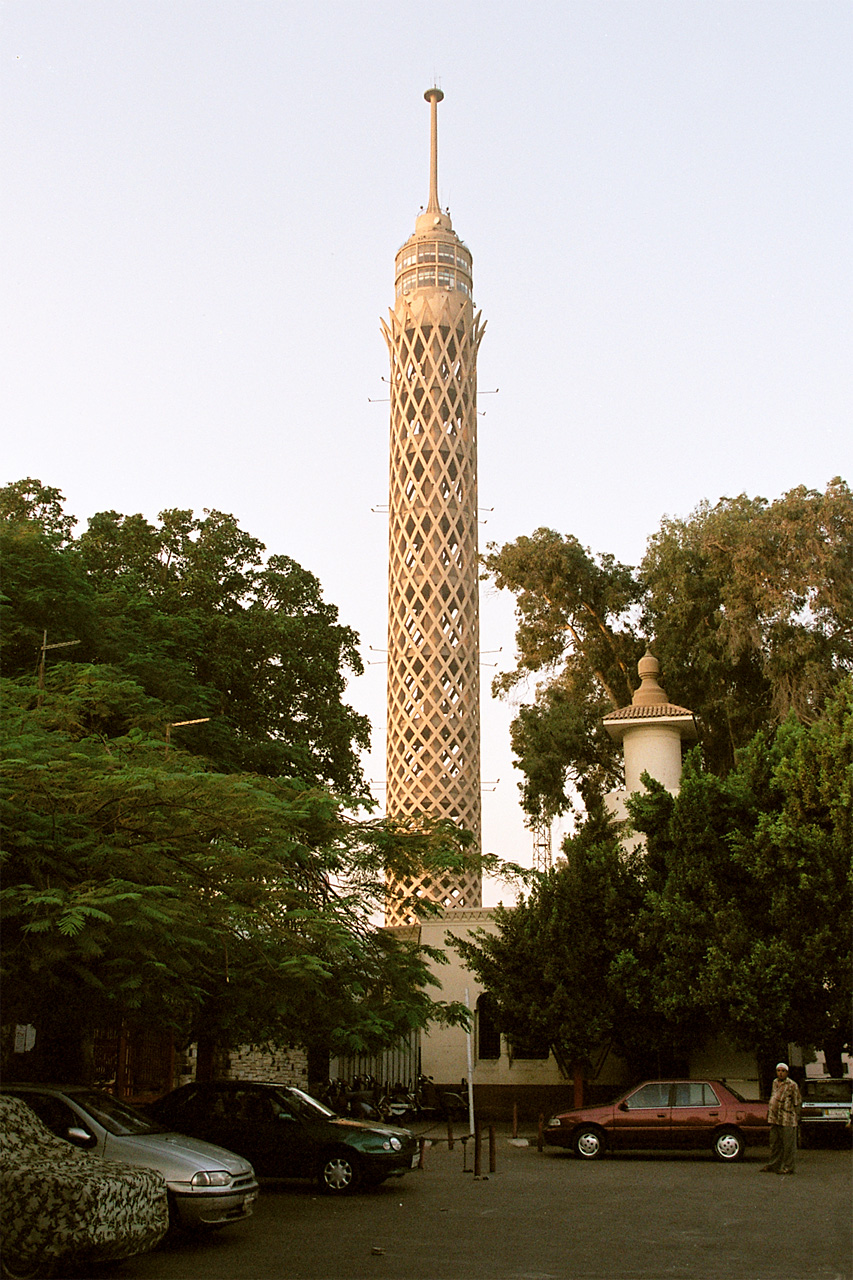
Каїрська телевежа
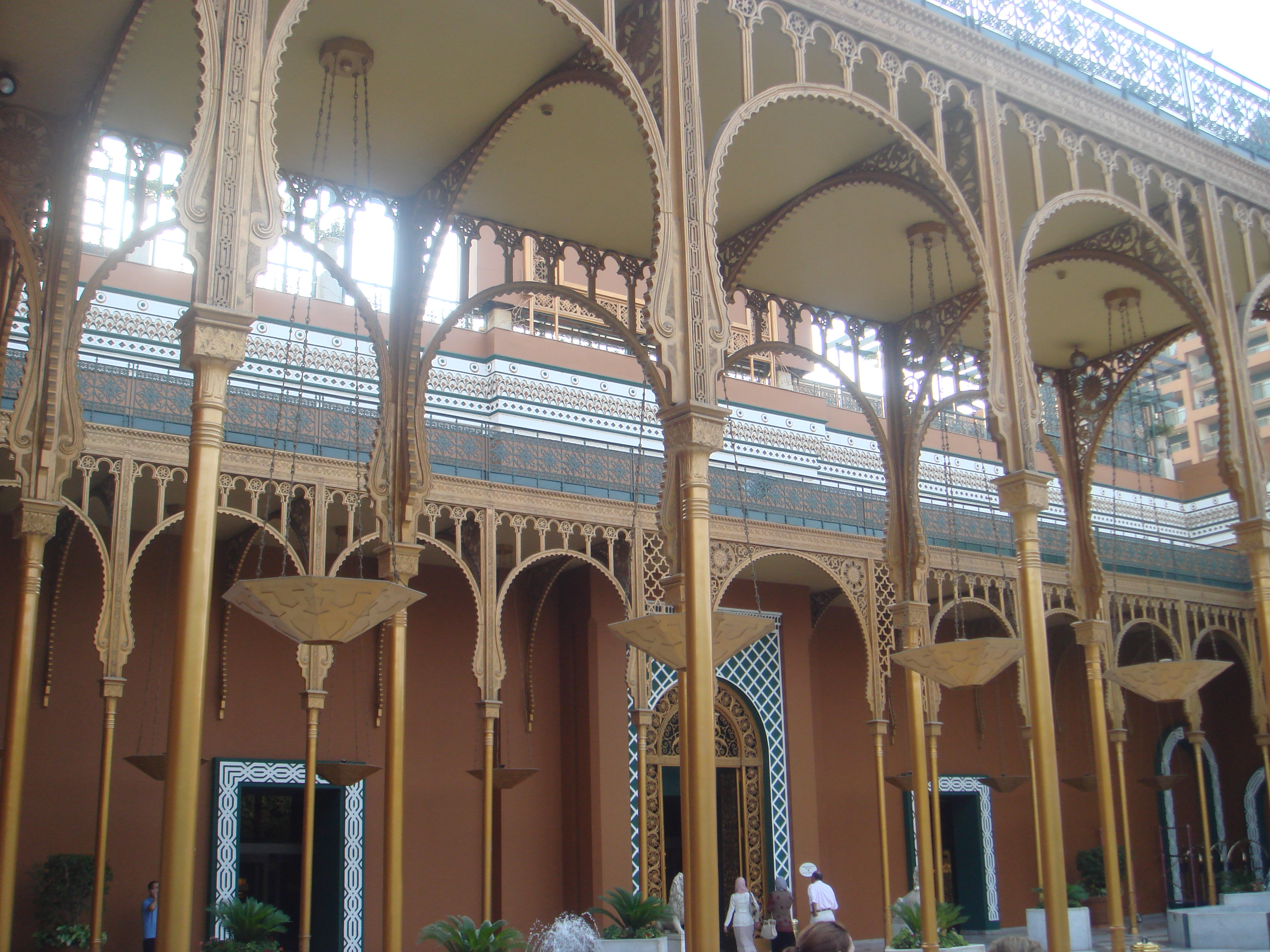
Вхід до Палацу Ісмаїла-Паші (тепер центральний вхід до Cairo Marriott Hotel)